# Thales
Thales Group (произнася се Талѐс) е френска транснационална корпорация, един от световните лидери в проектирането, разработването и производството на електрически системи, устройства и оборудване за авиацията, космоса, отбраната, сигурността и транспорта. Базирана е в деловия парижки квартал Дефанс.
Thales е регистрирана на Парижката фондова борса. Компанията присъства в 56 държави. През 2019 г. има 80 000 служители и генерира 18,4 милиарда евро приходи. Компанията заема 16-то място в света през 2021 г. по продажби на военна продукция (осигуряващи 53% от приходите).

## История
Най-старият предшественик на компанията е основан през 1893 г. под името Compagnie Française Thomson-Houston (френският филиал на американската електрическа корпорация Thomson-Houston, която по-късно формира General Electric). Компанията е закупена от френски инвеститори през 1903 г., но запазва името си и поддържа тясна връзка с General Electric до 50-те години на миналия век. Първоначално компанията се занимава с развитие на електротранспорта, а по-късно разширява обхвата си на дейност в битовата техника и радиотехника. През 1918 г. е създадена CSF (Compagnie Générale de Télégraphie Sans Fil, „Компания на безжичния телеграф“), вторият основен предшественик. През 1966 г. Thomson придобива Hotchkiss-Brandt, производител на потребителска, военна и автомобилна електроника. През 1968 г. е създадена Thomson-CSF чрез сливането на CSF с електронния бизнес на Thomson-Brandt. През 1982 г. Thomson, включително нейното дъщерно дружество Thomson-CSF, е национализирана. На следващата година подразделението за телекомуникационно оборудване е продадено на Compagnie Générale d'Electricité (днес Alcatel-Lucent). През 1987 г. е създадено съвместното предприятие SGS-Thomson (с италианската SGS) в областта на производството на полупроводници; след 10 години това предприятие става независимо и променя името си на STMicroelectronics. През 1989 г. от Philips е закупено подразделението за отбранителна електроника Signaal. През 1998 г. Thomson-CSF е приватизирана, като основните акционери са Alcatel и Groupe Industriel Marcel Dassault; Thomson Multimedia (по-късно станала Vantiva) е създадена от други активи на Thomson. През 1999 г. са закупени няколко компании наведнъж: ADI (Австралия), ADS (Южна Африка), Sextant-in-Flight Systems (САЩ) и Avimo (производител на оптика с предприятия в Сингапур и Обединеното кралство).
Компанията променя името си от Thomson-CSF на Thales през декември 2000 г., след като придобива за 1,3 млрд. лири стерлинги британската Racal Electronics, специализирана във военната електроника. Компанията е кръстена на древногръцкия философ Талес от Милет. През 2001 г. е създадено съвместното предприятие ThalesRaytheonSystems за производство на отбранителна електроника, като американската компания Raytheon става партньор.
През 2006 г. подразделението за производство на уреди за сателитна навигация е отделено в Magellan Navigation и продадено на група инвеститори за 170 млн. щ.д.
През 2007 г. са купени 25 % от корабостроителната компания DCNS (по-късно станала Naval Group).
През същата 2007 г. е закупен контролният пакет от френско-италианския производител на спътници Alcatel Alenia Space, поради което името му е променено на Thales Alenia Space.
През 2009 г. Dassault Aviation придобива дялове в Alcatel-Lucent и GIMD, превръщайки се в най-големия акционер на Thales.
През 2017 г. е закупена компанията Gemalto.
През 2021 г. японската група Hitachi купува подразделението на Thales за транспортна електроника (то произвежда сигнално и контролно оборудване за железопътния и други видове наземен транспорт).
През октомври 2024 г. е сключена сделка за придобиване от американската корпорация Boeing на Digital Receiver Technology (DRT), компания, разработваща военни устройства за наблюдение. Продуктите на DRT се използват от разузнавателната общност на САЩ, Министерството на отбраната на САЩ и Министерството за вътрешната сигурност на САЩ за събиране на разузнавателна информация и предупреждения за заплахи.

## Дейност
Подразделения към 2021 г.:
- Аерокосмически продукти – производство на авионика и други авиационни продукти, симулатори за обучение на пилоти и телекомуникационни и други сателити; 28% от приходите.
- Отбрана и сигурност – производство на радари и сонари, оборудване за военни комуникационни системи, решения в областта на киберсигурността и контрол на въздушното движение; 53% от приходите.
- Дигитална идентификация и сигурност – идентификационни системи за банки и платежни системи, облачни технологии, системи за биометрична идентификация, съхранение и обработка на данни; 19% от приходите.

От Европа постъпват 57% от приходите през 2021 г. (включително Франция 28%, Обединеното кралство 6%), от САЩ и Канада – 12%, от Австралия и Нова Зеландия – 6%, от Азия – 13%, от Близкия изток – 7%.
Основните производствени мощности се намират във Франций, Великобритания, Нидерландия, Германия, Италия, Австралия, Канада и Сингапур.